# Загальноросійські студентські з'їзди
Загальноросійські студентські з'їзди — з'їзди, які відбувалися наприкінці 19 — початку 20 ст. під гаслом «Геть самодержавство!». Наприкінці 1896 – початку 1897 у Москві відбувся 1-й нелегальний загальний з'їзд студентів Москви, Казані (нині столиця Татарстану, РФ), Харкова, Києва, Одеси, Томська (нині місто в РФ) та Царства Польського, що ухвалив рішення надавати "допомогу робітничим страйкам". У січні 1902 у Ростові-на-Дону (нині місто в РФ; за даними поліції – у лютому в Ризі, нині столиця Латвії) був скликаний 2-й загальностудентський з'їзд, куди з'їхалися 40 делегатів майже від усіх вищих навчальних закладів Російської імперії. В резолюції з'їзду було проголошено, що "студентський рух є рухом політичним". У листопаді 1903 в Одесі пройшов 3-й з'їзд представників 19 вузів із 6 міст. З'їзд відкинув стару тактику страйків та обструкцій в академічному масштабі, ухвалив рішення про ліквідацію студентських земляцтв і натомість – участь у партійних організаціях. 13 вересня 1905 черговий всеросійський з'їзд у м. Виборг (нині місто в Ленінградській області, РФ), який зібрав представників 23 вузів, визнав першочерговим і головним завданням студентства участь у загальній боротьбі проти самодержавства. Резолюції студентських з'їздів свідчили про швидку радикалізацію революційних настроїв студентів.